# کاچولیتسه
کاچولیتسه (به صربی: Kačulice) یک روستا در صربستان است که در چاچاک واقع شده‌است.
 کاچولیتسه ۱۰٫۵۷ کیلومتر مربع مساحت و ۵۶۹ نفر جمعیت دارد و ۲۶۶ متر بالاتر از سطح دریا واقع شده‌است.